# Posfotografía
La posfotografía (también postfotografía) es un término utilizado por algunos teóricos de la imagen que designa una época o contexto en que la fotografía tradicional se desprende de su uso original para convertirse en otra cosa. Cambios ocurridos en el mundo de la fotografía, tales como el de la fotografía analógica a la digital, así como el establecimiento del internet, la imposición de sistemas de edición digitales y el auge de las redes sociales, ha causado un cambio de paradigma tan grande, en el cual el concepto de "fotografía" cambia tanto, que se vuelve imposible denominarlo de la misma manera.
Uno de sus principales exponentes es el artista catalán Joan Fontcuberta.  

## Contexto de la Aparición del Concepto
La fotografía nace como un medio de representación de la realidad: es un testigo, un documento histórico que refleja un trozo de realidad. 
La práctica de ilustrar noticias con imágenes se remonta a mediados del siglo XIX, donde existe evidencia de que eran fotografiados eventos importantes. Sin embargo, no es hasta la invención de la imprenta y a los avances tecnológicos ocurridos entre 1880 y 1897 que dichas imágenes pueden ser extendidas al público, acompañando a un medio escrito, a través de la prensa. El fotoperiodismo adquiere mayor importancia a principios del siglo XX. Con el acontecimiento de dos Guerras Mundiales, los fotógrafos buscaban capturar en imágenes los eventos transcurridos.
En la segunda mitad del siglo XX, gracias a los avances tecnológicos y a la invención del píxel, hace su aparición en 1988 la primera cámara digital, lo que eventualmente desembocaría en la popularización de la imagen digital. Esto traería consigo dos consecuencias: el interés por la instantánea cotidiana y una sobre producción de imágenes. Bajo estos términos, la fotografía contemporánea se encuentra ante una sociedad postmoderna, de cultura libre.  
Existe un cambio de paradigma a la hora de realizar fotografías. Invenciones como el internet, la cámara móvil y programas de edición fotográfica han causado un ambiente en el cual es habitual la apropiación y remezcla (o mashup) de obras existentes provenientes de diferentes épocas y estilos. La masificación furiosa, como la denominaría Fontcuberta, trastoca las disciplinas con las que se aborda el análisis de las imágenes y por ende, cambia la percepción social sobre la fotografía. Es entonces cuando, en vez de hablar de fotografía, se habla de postfotografía.
Hoy en día la fotografía ha mutado, el simple hecho de generar una fotografía digital, es la pauta para la modernización de los procesos antiguos que daban significado a la fotografía antigua. 
Con llegada de los softwares de edición, el espectro de la fotografía se amplió, dejando en evidencia que estos nuevos procesos son cambios abruptos para la fotografía digital, transformándola en lo que se conoce como postfotografía, debido al proceso de postproducción que surge el archivo digital.
Este proceso de postproducción genera una problemática que implica la veracidad del momento, si bien actualmente toda imagen que consumimos en redes sociales o en la red se debe cuestionar debido a la posible alteración digital a la que se pudo someter.    

## Ideas Clave
A pesar de que no existe una definición absoluta sobre lo que es la postfotografia, hay una serie de ideas alrededor de las cuales se puede construir el concepto de esta. Según Joan Fontcuberta:
- La fotografía no necesita ser fiel a la realidad. Debido a la sobresaturación de imágenes, ya no es imperativo plasmar en estas la realidad, tiene más protagonismo la postproducción que la misma producción. La urgencia de la imagen por existir prevalece sobre las cualidades mismas de esta[8] La normalización de la manipulación de las imágenes ha causado una situación recurrente. Ya no se busca ajustar las imágenes a una realidad ideal, ya no tiene sentido buscar realismo. El arte de la fotografía ya no radica en la producción de la imagen, sino en los valores o significados que esta pueda transmitir. En la sociedad en la que vivimos prevalecen las apariencias sobre la realidad objetiva, por lo tanto, es lógico que actuemos en base a lo que nos transmitan las imágenes en vez de actuar sobre la realidad misma.[9]
- Nos encontramos en un bombardeo constante de imágenes. Cada fotografía que puede realizarse, ya cuenta con cientos de miles de imágenes similares. Por lo tanto, ya no se tiende a realizar una imagen desde cero, sino a trabajar con el contenido ya existente. Con toda la acumulación de material preexistente, se suele dar el caso de que muchas obras fotográficas partan del trabajo de otras personas.[5] Las imágenes dejan de tener un sentido autónomo, y se articulan entre ellas para explicar algo como conjunto.[10]
- El gesto fotográfico se convierte en un acto comunicativo. La fotografía pasa de ser aquello que guarda una vivencia a ser la vivencia en sí. Pasa de servir como documento histórico a tener un propósito más comunicativo. Esto queda en evidencia por el hecho de que, actualmente, al comunicarnos mediante un dispositivo móvil, se utilicen imágenes en vez de texto para comunicar alguna cosa. Debido a esto, no resulta extraño que los líderes en el mercado de cámaras sean empresas fabricantes de móviles.

- Todos somos productores y consumidores a la vez, pero producimos en exceso. Esto causa que acabemos produciendo muchas más imágenes de las que somos capaces de consumir.[11]

## Aportaciones Importantes

### Joan Fontcuberta
Es un fotógrafo, crítico, teórico de la imagen, ensayista y profesor de Comunicación Audiovisual catalán. Ha realizado múltiples exposiciones, conferencias y publicado diversos libros tratando el tema de la postfotografia. En el año 2011 publica en La Vanguardia "Por un un manifiesto posfotográfico", artículo en el cual propone un decálogo sobre la postfotografía:

#### Decálogo posfotográfico
¿Cómo opera la creación radical postfotográfica? Esta sería una propuesta plausible expresada de forma tan sumaria como tajante
1. Sobre el papel del artista: ya no se trata de producir obras sino de prescribir sentidos.
2. Sobre la actuación del artista: el artista se confunde con el curador, con el coleccionista, el docente, el historiador del arte, el teórico... (cualquier faceta en el arte es camaleónicamente autoral).
3. En la responsabilidad del artista: se impone una ecología de lo visual que penalizará la saturación y alentará el reciclaje.
4. En la función de las imágenes: prevalece la circulación y gestión de la imagen sobre el contenido de la imagen.
5. En la filosofía del arte: se deslegitiman los discursos de originalidad y se normalizan las prácticas apropiacionistas.
6. En la dialéctica del sujeto: el autor se camufla o está en las nubes (para reformular los modelos de autoría: coautoría, creación colaborativa, interactividad, anonimatos estratégicos y obras huérfanas).
7. En la dialéctica de lo social: superación de las tensiones entre lo privado y lo público.
8. En el horizonte del arte: se dará más juego a los aspectos lúdicos en detrimento de un arte  hegemónico que ha hecho de la anhedonia (lo solemne + lo aburrido) su bandera.
9. En la experiencia del arte: se privilegian prácticas de creación que nos habituarán a la desposesión: compartir es mejor que poseer.
10. En la política del arte: no rendirse al glamour y al consumo para inscribirse en la acción de agitar conciencias. En un momento en que prepondera un arte convertido en mero género de la cultura, obcecado en la producción de mercancías artísticas y que se rige por las leyes del mercado y la industria del entretenimiento, puede estar bien sacarlo de debajo de los focos y de encima de las alfombras rojas para devolverlo a las trincheras.[8]

### Robert Shore
Es un periodista y autor británico, editor de la revista online Elephant Magazine. Ha publicado artículos en los cuales habla sobre el tema de la postfotografía. En 2014 publicó su libro Post-Photography: The Artist with a Camera (en español: Postfotografía: El Artista con una Cámara), donde explora el emergente lenguaje fotográfico en una era de digitalización y de constante edición de la imagen, tomando como ejemplos el trabajo de diversos fotógrafos en la era de la postfotografía.